# Сент-Китс и Невис на летних Олимпийских играх 2024

## Квалификация
| № п/п | Вид спорта      | Мужчины        | Мужчины                | Женщины        | Женщины                | Всего          | Всего                  |
| № п/п | Вид спорта      | Завоевано квот | Количество спортсменов | Завоевано квот | Количество спортсменов | Завоевано квот | Количество спортсменов |
| ----- | --------------- | -------------- | ---------------------- | -------------- | ---------------------- | -------------- | ---------------------- |
| 1     | Лёгкая атлетика | 1              | 1                      | 1              | 1                      | 2              | 2                      |
| 2     | Плавание        | 1              | 1                      |                |                        | 1              | 1                      |
|       | ИТОГО           | 2              | 2                      | 1              | 1                      | 3              | 3                      |

## Состав команды
Лёгкая атлетика
1. Накил Харрис[англ.]
2. Зария Аллерс-Либурд[англ.]

 Плавание
1. Трой Нисбетт[англ.]

## Легкая атлетика
Сент-Китс и Невис получил два универсальных места в легкоатлетические соревнования, по одному у мужчин и женщин.
Беговые дисциплины
| Спортсмен           | Дисциплина    | Предварит. забеги | Предварит. забеги | Забеги    | Забеги | Полуфиналы            | Полуфиналы            | Финал                 | Финал                 |
| Спортсмен           | Дисциплина    | Результат         | Место             | Результат | Место  | Результат             | Место                 | Результат             | Место                 |
| ------------------- | ------------- | ----------------- | ----------------- | --------- | ------ | --------------------- | --------------------- | --------------------- | --------------------- |
| Накил Харрис        | Мужчины 100 м | 10,33             | 1 Q               | 10,38     | 7      | завершил выступление  | завершил выступление  | завершил выступление  | завершил выступление  |
| Зария Аллерс-Либурд | Женщины 100 м | 11,73             | 1 Q               | 11,89     | 8      | завершила выступление | завершила выступление | завершила выступление | завершила выступление |

## Плавание
Сент-Китс и Невис получил одно универсальное место для участия в олимпийском турнире пловцов.
| Спортсмен    | Дисциплина                 | Заплывы | Заплывы | Полуфиналы           | Полуфиналы           | Финал                | Финал                |
| Спортсмен    | Дисциплина                 | Время   | Место   | Время                | Место                | Время                | Место                |
| ------------ | -------------------------- | ------- | ------- | -------------------- | -------------------- | -------------------- | -------------------- |
| Трой Нисбетт | Мужчины 50 м вольный стиль | 28,71   | 69      | завершил выступление | завершил выступление | завершил выступление | завершил выступление |